# Colloredo di Prato
Colloredo di Prato (Colorêt di Prât in friulano) è una frazione del comune di Pasian di Prato nella pianura friulana, dista una decina di chilometri da Udine e conta 1 283 abitanti.

## Storia
Il toponimo Colloredo appare su alcuni documenti fin dal XII secolo, ma a causa della sua omonimia con altri centri friulani (es. Colloredo di Monte Albano) non c'è la sicurezza che tali citazioni riguardino questa frazione. La derivazione del suo nome da corylus (in latino medievale nocciolo) sembrerebbe indicare un'origine antica.
La menzione completa del nome appare per la prima volta in un atto del 1350, come Coloreto de Prato.
Durante il dominio patriarcale, fu una villa alle sue dirette dipendenze e governato da funzionari civili, mentre l'amministrazione ordinaria spettava alla "vicinia" o assemblea dei capifamiglia.
Dopo l'arrivo dei veneziani, a partire dal 1420 Colloredo fu compresa fra le dipendenze dirette del luogotenente veneto, che concedeva, dietro pagamento, i relativi privilegi fondiari a varie famiglie nobili e facoltosi commercianti.

## Monumenti e luoghi d'interesse

### Architetture religiose
- Chiesa parrocchiale dei Santi Nicolò e Giorgio, di data incerta (si hanno notizie di sacerdoti che officiavano nel paese a partire dalla metà del XIV secolo), ampliata nel Seicento e Settecento. All'interno si conservano il battistero, l'altare maggiore, il tabernacolo ed il presbiterio.
- Chiesetta della Madonna dei Roveri, tipica chiesa campestre, eretta nella forma attuale nel 1660 e restaurato nel 1960; della precedente costruzione, esistente nel tardo XV secolo, rimane solo il presbiterio. All'interno, sull'altare seicentesco, vi era (fino al 1988) una pregevole "Madonna col Bambino" scultura in legno di mano di Domenico da Tolmezzo (1490 circa), rivestita con tessuti di seta.
- Chiesetta dei Santi Cosma e Damiano, quattrocentesca con qualche rimaneggiamento posteriore, che si trova attigua all'abitato. Per la chiesa era stata realizzata una serie di statue di legno, opera dello scultore Giovanni Martini da Tolmezzo della fine del XV secolo, ora altrove. Conserva inoltre un rilievo in legno con l'"Eterno Padre", opera di intagliatori sloveni della seconda metà del XV secolo.

## Attività culturali
- Pro Loco, fondata nel 1996 si occupa dell'organizzazione di varie manifestazioni durante l'anno come la sfilata di Carnevale, la biciclettata del 25 aprile, la sardellata oltre alla rassegna cinematografico-teatrale estiva.
- Filarmonica Colloredo di Prato, fondata nel 1893 e annoverata fra le più conosciute in regione, organizza annualmente la manifestazione estiva 'Tradizioni & Musica' e vari Masterclass, che coinvolgono insegnanti di livello internazionale e allievi da tutto il nord-est.
- Dal dicembre 2013 il paese di Colloredo viene insignito dall'amministrazione comunale[2] del titolo di "Paese della musica", a riconoscere le numerose associazioni e formazioni aventi finalità musicali presenti nel paese che coinvolgono gran parte della popolazione.